# Spoorlijn Lindern - Heinsberg
De spoorlijn Lindern - Heinsberg is een Duitse spoorlijn tussen Lindern en Heinsberg in Noordrijn-Westfalen en als spoorlijn 2542 onder beheer van Rurtalbahn. Ongeveer twee kilometer van de spoorlijn lopen door het Wormdal en vervolgens ongeveer zeven kilometer door het Roerdal.

## Geschiedenis
Het traject werd door de Preußische Staatseisenbahnen geopend op 1 juni 1890. Na opheffing van het personenverkeer in 1980, dat nog slechts 6 treinparen per dag kende, is een gedeelte van de lijn in gebruik gebleven voor goederenverkeer naar de fabriek van AkzoNobel in Oberbruch.
In december 2013 is de treindienst heropend na elektrificatie en de bouw van twee nieuwe haltes langs de lijn waarmee het totaal aantal stations van Heinsberg zeven bedraagt. De dienst wordt vanuit Aken elk uur gereden als onderdeel van de RB 33 en tot Lindern gecombineerd met de trein richting Duisburg waar de trein wordt gesplitst. De rijtijd bedraagt 50 minuten.
WestVerkehr is eigenaar van de spoorlijn, Rurtalbahn de infrastructuurbeheerder. De treindienst wordt geëxploiteerd door DB Regio NRW.

## Treindiensten
De Deutsche Bahn verzorgt het personenvervoer op dit traject met RB treinen.
| Serie | Treinsoort                  | Route | Bijzonderheden                                           |
| ----- | --------------------------- | --- | -------------------------------------------------------- |
| RB 33 | Regionalbahn (DB Regio NRW) | Aachen Hbf – Herzogenrath – Lindern – / [ Heinsberg (Rheinl) ] Rheydt Hbf – Mönchengladbach Hbf – Viersen – Krefeld Hbf – Rheinhausen – Duisburg Hbf – Mülheim (Ruhr) Hbf – Essen Hbf | Rhein-Niers-Bahn Trein splitst en combineert in Lindern. |

## Aansluitingen
In de volgende plaats is er een aansluiting op de volgende spoorlijn:
Lindern
DB 2550, spoorlijn tussen Aken en Kassel

## Elektrificatie
Het traject werd in 2013 geëlektrificeerd met een wisselspanning van 15.000 volt 16⅔ Hz.